# آرتمیس (روسپی‌خانه)
آرتمیس  (انگلیسی: Artemis (brothel)،آلمانی: Artemis (Bordell)) یک مجتمع تجاری است که در زمینه برهنگی و سکس در آلمان فعالیت می‌کند . مجتمع آرتمیس در کنار پاشا در کلن و پارادایس در اشتوتگارت از قطب‌های عرضه و ارائه تن‌فروشی در آلمان محسوب می‌شود . ساختمان روسپی‌خانه در خیابان هالنزی استخراش در انتهای غربی محله کوفرستندام در مجاورت ایستگاه مترو وست‌کروز برلین و ۵۰۰ متری مرکز کنگره بین‌المللی در برلین (ICC) قرار دارد .

## پیشینه
مجتمع آرتمیس توسط یک سرمایه‌دار ترک به نام حکیم شیمشک در محلی که سابقاً انبار بود در سال ۲۰۰۵ به عنوان کازینو ساخته‌شد . کنان شیمشک مدیریت کازینو را بر عهده گرفت و آن‌را در سال ۲۰۱۰ تبدیل به مجتمع تجاری در زمینه برهنگی و سکس تبدیل کرد . کلاوس دیتر گورهلر در آرتمیس مسئول حمایت و رسیدگی به روسپی‌ها است. اداره آرتمیس توسط کنان شیمشک مورد توجه روزنامه حریت ترکیه قرارگرفته در شماره‌ای عنوان فحشا کسب و کار خانوادگی شیشک به هزینه تبلیغاتی ۵۰۰۰۰۰ یورویی این روسپی‌خانه در ۲۴ کشور اشاره کرده است. در سال ۲۰۰۶ سخنگوی روسپی‌خانه آرتمیس در گفتگویی از خدمات روزانه آرتمیس به ۲۵۰ نفر در روز خبر داد . در ایام میزبانی آلمان در جام جهانی فوتبال ۲۰۰۶ فعالیت روسپیگری در مجتمع تجاری متوقف شد تنها در ایام جام جهانی سینمای فیلم پورنو مجتمع فعال بود . مجتمع تجاری آرتمیس از حق تبلیغات قابل توجهی در برلین بهره‌مند است از مکان‌های تبلیغی روسپی‌خانه استادیوم المپیک برلین و ایستگاه‌های اتوبوس و قطارهای شهری اشاره کرد ، البته تبلیغات در حمل‌نقل عمومی برلین به خاطر قانون حفاظت از کودکان در آلمان از ۲۰۱۳ محدود شده است.

## جنجال‌ها
در دسامبر ۲۰۱۳ گروه فمن در مقابل ساختمان مجتمع آرتمیس با برهنه کردن خود به اعتراض پرداختند .  پس از شهادت یک روسپی در آوریل ۲۰۱۶ درباره‌ی ارتباطش با گروه کلوپ موتورسواران فرشتگان جهنم یک اتحادیه جرایم سازمان‌یافته است. در ۱۳ آوریل کنان و اسماعیل شیمشک دستگیر شدند ۱۶ پرونده قضایی ۶ حکم بازداشت به جریان افتاد . در پایان ژوئیه ۲۰۱۶ حکم قضایی برادران شیمشک تعلیق شد ولی پرونده‌های مربوط به قاچاق انسان و فرار مالیاتی در جریان بود . نهایتاً دادستانی پرونده قضایی مجتمع آرتمیس را در ۲۰ نوامبر ۲۰۱۸ از جریان انداخت.